# Едмар Меднис
Едмар Джон Меднис (на английски: Edmar John Mednis) е американски международен гросмайстор, роден в Рига. Известен и уважаван автор на шахматна литература.

## Биография
След Втората световна война семейството на Меднис емигрира на запад. Той е в САЩ от 1950 г.
Заема второ място на световното първенство за юноши до 20 години зад Борис Спаски, постигайки реми в индивидуалната си партия срещу него. Той е първият състезател победил Боби Фишер в първенството на САЩ. Участва с отбора на САЩ на шахматната олимпиада през 1962 г. и поделя трето място на първенството на САЩ през 1961/62. Турнирните му резултати включват 3 м. в Хюстън (1974), поделено 4 м. в Ню Йорк (1980) и поделено 1 м. в Пуерто Рико (1984). Шахматната федерация на Пуерто Рико е по-скоро тази, която официално го предлага за гросмайсторско звание, отколкото шахматната федерация на САЩ. Меднис участва на междузоналния турнир през 1979 г. в Рига, където заема 14-16 м.
Меднис е най-известен като автор на шахматна литература. Написва 26 книги и стотици статии за шахмата. Той и Робърт Бърн анализират множество партии за Chess Informant. През 2002 г. получава фатален сърдечен удар в квартал Удсайд на предградието Куинс, град Ню Йорк.